# خليل الرز
خليل الرز (1956 -) روائي ومترجم سوري. له تسع روايات ومسرحية واحدة. ورُشِّحت روايته الحي الروسي ضمن القائمة القصيرة للجائزة العالمية للرواية العربية، في دورتها لعام 2020.

## السيرة الذاتية
ولد الكاتب خليل الرز في عام 1956 في سوريا وتحديدا في مدينة الرقة حيث عاش فيها ثم انتقل إلى مدينة حلب لإكمال تعليمه الجامعي. وفي عام 1980 حصل على درجة البكالوريوس في اللغة العربية من جامعة حلب ثم سافر إلى روسيا في عام 1993 لدراسة المسرح ومن هناك تعلم اللغة الروسية وعمل في إذاعة موسكو. وبعد سنوات عاد إلى سوريا حيث عمل في مديرية التأليف والترجمة في وزارة الثقافة السورية. ألف تسع روايات منها (البدل)، و (سولاويسي)، و (بالتساوي)، و (يوم آخر) وغيرهم. وصدر له في الترجمة عن اللغة الروسية «حكاية الزمن الضائع» ليفغيني شفارتس. وترشحت روايته «الحي الروسي» إلى القائمة القصيرة من الجائزة العالمية للرواية - البوكر 2020.

## أعماله ومؤلفاته

### روايات
- سولاويسي (1994)
- يوم آخر (1995)
- وسواس الهواء (1997)
- غيمة بيضاء في شبّاك الجدة (1998)
- سلمون إرلندي (2004)
- أين تقع صفد يا يوسف (2008)
- يالتساوي (2014)
- البدل (2017)
- الحي الروسي (2019)

### مسرحيات
- اثنان (1996)

### ترجمات
- قصص روسية مختارة: أندرييفو يونين، إرنبورغ نابوكوف (2005).
- حكاية الزمن الضائع: قصص ليفغيني شفارتس (2006)
- مختارات لأنطون تشيخوف في مجلدين (2007)

## المشاركات
شارك خليل الرز في مسابقة الجائزة العالمية للرواية العربية وقد رُشِّحت روايته الحي الروسي إلى القائمة القصيرة.